# Kommasporig wasbekertje
Het kommasporig wasbekertje (Orbilia comma) is een schimmel behorend tot de familie Orbiliaceae. Het leeft saprotroof op dood loofhout. Het komt het meest voor op de schors van Ulmus. Vruchtlichamen komen met name voor van oktober tot mei.

## Kenmerken
De asci zijn afgeknot en meten 40 tot 51 × 4 tot 5 micron. De parafysen zijn 1 tot 2,5 µm breed op de toppen. De ascosporen hebben de vorm van een komma of kikkervisje en meten 7 tot 8 × 1,5 tot 2 µm. De Conidia zijn lang, wormvormig en gesepteerd.  

## Verspreiding
Het kommasporig wasbekertje komt voor in Europa. In Nederland komt het uiterst zeldzaam voor.